# Одно прекрасное воскресенье
«Одно прекрасное воскресенье» (яп. 素晴らしき日曜日 Субарасики Нитиё:би) — художественный фильм, снятый в Японии в 1947 году. Одним из авторов сценария и режиссёром стал Акира Куросава. Фильм был снят во время оккупации и передал проблемы послевоенного Токио.

## Сюжет
Фильм о молодых влюбленных, которые после войны тяжело работают и мечтают о личном жилье. В основе фильма — один день из их жизни, в котором отражаются радости и беды, ценности и искушения.
Фильм снят в присущей Куросаве манере: полон ужасающего реализма, но в конце подчеркивается надежда и вера в человечность. В концовке режиссёр использует прием разрушения четвёртой стены.

## В ролях
В главных ролях:
- Исао Нумасаки в роли Юдзо
- Тиэко Накакита в роли Масако

## Награды
Фильм получил премию Майнити в номинациях «Лучшая режиссура» и «Лучший сценарий» в 1948 году.